# René de Sluze
René François Walther de Sluze (2 de julio de 1622 - 19 de marzo de 1685) fue un matemático belga.
Estudió en la Universidad de Lovaina (1638-1642) y Roma, donde se licenció en Derecho por la Universidad La Sapienza en 1643. De Sluze cursó un buen número de materias en Roma, incluyendo varias lenguas, matemáticas y astronomía.
Se convirtió en canónigo de la Iglesia en 1650, dignidad con la que se estableció en Lieja ese mismo año. Sus conocimientos de Derecho hicieron que progresase en el seno de la Iglesia, alcanzando rápidamente posiciones influyentes. Hacia 1659 formaba parte del consejo privado del Arzobispo de Lieja; en 1666 fue nombrado abad de Amay.
De Sluze escribió varias obras matemáticas. Trató temas de cálculo, influido por su conocimiento de las obras de Cavalieri y Torricelli que había estudiado durante su estancia en Roma. Estudió particularmente la ecuación de la cicloide. En sus obras, trata sobre las espirales, los puntos de inflexión y la búsqueda de su sentido geométrico. Amplió los trabajos de Descartes y Fermat sobre el dibujo de tangentes, siendo el descubridor para la subtangente de una curva del tipo:
f(x, y) = 0
una expresión equivalente a:
{\displaystyle {-y{\partial f \over \partial x} \over {\partial f \over \partial x}}}.
Aunque la condición de Sluze como hombre de Iglesia le impidió mantener contactos personales, sí que sostuvo un fecundo intercambio epistolar con muchos matemáticos de Inglaterra, Francia y otros países europeos. Pascal, Huygens, Wallis y Ricci fueron algunos de los científicos con los que cultivó una relación regular.
De Sluze fue elegido Miembro de la Royal Society de Londres en 1674.
La familia de curvas del tipo {\displaystyle y^{n}=k(a-x)^{p}x^{m}} para exponentes enteros positivos se denominan «perlas de Sluze» en su honor. 
No escribió exclusivamente sobre matemáticas. También produjo trabajos sobre astronomía, física, historia natural, historia general y asuntos teológicos relacionados con su labor en la Iglesia.
- Datos: Q1394765
- Multimedia: René François Walter de Sluse / Q1394765